# ダグラス・シール
ダグラス・シール（Douglas Seale, 1913年10月28日 - 1999年6月13日）は、イギリスの俳優、プロデューサー、ディレクターである。

## 主な出演作
- アマデウス Amadeus (1984)
- アーネスト、クリスマスを救え! Ernest Saves Christmas (1988)
- ゴーストバスターズ2 Ghost Busters II (1989)
- MR.デスティニー Mr. Destiny (1990)
- ビアンカの大冒険 ゴールデン・イーグルを救え! The Rescuers Down Under (1990) ※声の出演
- アラジン Aladdin (1992) ※声の出演
- バラ色の選択 For Love or Money (1993)